# Kapitalet (sjö)
Kapitalet är en sjö i Vimmerby kommun i Småland och ingår i Botorpsströmmens huvudavrinningsområde.